# Christopher Draper
Christopher Draper (Bebington, 15 aprile 1892 – Londra, 16 gennaio 1979) è stato un aviatore, militare e attore britannico, che come pilota del Royal Naval Air Service durante la prima guerra mondiale conseguì 9 vittorie divenendo uno degli assi dell'aviazione britannica. La sua passione per il volo sotto i ponti gli procurò il soprannome di “Maggiore Pazzo”. Dopo la guerra divenne una star del cinema lavorando sia come stuntman che come attore con lo pseudonimo di "George Mannering". Nel corso degli anni trenta del XX secolo lavorò per il servizio segreto britannico come agente doppio nella Germania Nazional-Socialista. Ritornò in servizio nella Royal Naval Reserve nel corso della seconda guerra mondiale come comandante del No.777 Squadron della Fleet Air Arm.

## Biografia
Nacque a Bebington, Merseyside, (allora Cheshire) il 15 aprile 1892. Nel luglio 1909 nacque il suo interesse per l'aviazione quando Louis Blériot attraversò in volo il canale della Manica su un velivolo da lui realizzato. Non in grado di disporre delle 75 sterline per completare l'addestramento come pilota, egli scrisse al Parlamentare locale, Sir Joseph Hoult, che era un buon amico di suo padre. Hoult gli procurò 210 sterline dopo aver ottenuto la promessa che non avrebbe rivelato a nessuno del regalo. Il 13 ottobre 1913, con un totale di 3 ore e 15 minuti di volo al suo attivo, ottenne la licenza di volo numero 646  dal Royal Aero Club. volando a bordo di un biplano Grahame-White presso la Grahame-White Flying School di Hendon.
Mentre cercava lavoro nell'ambito dell'aviazione, seppe da un cugino che la Royal Navy, presso cui era servizio, stava offrendo brevi lavori ai piloti con una licenza di volo. Dopo aver passato la visita medica si arruolò nel Royal Naval Air Service nel gennaio 1914, ottenendo la nomina a sottotenente della Royal Naval Reserve.
Da gennaio ad aprile dello stesso anno seguì il 5º corso presso la Central Flying School insieme a Hugh Dowding e Wilfrid Freeman, avendo come istruttori John Tremayne Babington e John Salmond, al termine del quale fu assegnato alla Royal Naval Air Station di Eastchurch, allora al comando di Charles Rumney Samson. Promosso flight lieutenant in giugno, il 20 luglio seguente partecipò in volo alla parata navale di Spithead, la prima a cui presero parte anche gli aeroplani.
Più tardi, mentre era di base Dundee, gli fu ordinato di far atterrare un aeroplano sul green dello St. Andrews golf course, cosa che egli fece prendendo terra esattamente di fronte alla Clubhouse. Il 28 giugno 1915 fu promosso flight commander.

### La Grande Guerra
Nel 1916 fu inviato presso il No.3 Wings di Brooklands, dotato dei biplani Sopwith 1½ Strutter, dove ottenne le sue prime quattro vittorie entro il mese di novembre, mentre il reparto effettuava missioni di bombardamento strategico sulle industrie della Germania. Nel 1917  fu assegnato al No.6 Naval Air Squadron, equipaggiato con velivoli Nieuport, dove ottenne altre due vittorie.
Il 6 giugno dello stesso anno venne abbattuto in un combattimento contro velivoli appartenenti alla Jasta 5, non prima di aver ferito il tenente Werner Voss, costringendolo ad un atterraggio di emergenza a bordo del suo Albatros D.III. Dopo una accesa discussione con il suo ufficiale comandante egli venne trasferito in Gran Bretagna, dove il 7 luglio divenne il primo pilota ad aver ingaggiato un aeroplano nemico sopra il cielo di Londra.
Alla fine dell'ottobre 1917 assunse il comando del No.8 Naval Air Squadron, una unità poliglotta in quanto formata non solo da inglesi ma anche da australiani, canadesi e anche un statunitense, che alla fine della guerra avrebbe contato ben 25 assi. Il 31 dicembre fu promosso squadron commander.
Il 1º aprile 1918 il No.8 Naval Air Squadron  fu ridenominato No. 208 Squadron RAF, in quanto il Royal Naval Air Service e il Royal Flying Corps si fusero dando vita alla Royal Air Force, ed egli balzò subito nelle cronache per essersi rifiutato di indossare la nuova divisa blu della RAF, preferendo la divisa nera della Marina. Durante l'offensiva di Primavera lanciata dall'esercito tedesco, la rapida avanzata delle truppe nemiche lo costrinse ad ordinare la distruzione di 16 velivoli del suo reparto, che furono incendiati al fine di evitarne la cattura.
Il 13 ottobre di quello stesso anno rimase ferito dal fuoco dell'antiaerea nemica. Rientrato in servizio assunse il comando del No.206 Squadron.
Una mattina, mentre volava presso la linea del fronte volò accidentalmente sotto un ponte proprio davanti a un grosso reparto di soldati che apprezzarono così tanto l'impresa che egli dovette ripeté l'evoluzione ogni qualvolta gli fosse possibile e questo gli procurò il soprannome di "The Mad Major".
Per il suo servizio durante il conflitto fu decorato con la Distinguished Service Cross  nell'aprile 1918 e la Croix de guerre francese. nell'agosto 1919.

### L'attività di stuntman e attore
Dopo la fine della guerra lasciò la RAF, mettendosi a vendere automobili usate, ma tale attività fu di breve durata. Ritornò a volare quando fu assunto come capo collaudatore presso la British Aerial Transport. Nell'aprile 1919 fu pilota del primo volo commerciale effettuato su un F.K.26, aereo specificamente studiato per i trasporto passeggeri, e il 23 marzo 1920 sopravvisse ad un grave incidente, quando il caccia BAT F.K.23 Bantam che stava pilotando precipitò sull'aeroporto di Hendon. Dopo il fallimento della BAT, su intervento di Sir Hugh Trenchard fu riammesso in servizio attivo nella RAF con il grado di squadron leader il 27 settembre 1920. Assegnato all Central Flying School, guidò il primo team acrobatico inglese durante la manifestazione Air Pageant del luglio 1921, lasciando quindi la RAF il 6 ottobre successivo.
Nel 1930 protestò per il modo in cui il governo trattava i veterani di guerra. Contava di volare con un de Havilland Puss Moth preso a prestito sotto 14 dei ponti di Londra, ma a causa del cattivo tempo riuscì a farlo solo sotto due. Questa scena fu catturata da una pellicola e determinò la fama del "The Mad Major".
Lavorò come pilota stuntman in diversi film e anche grazie alla sua fotogenia ricoprì il ruolo di attore in molte produzioni teatrali e film con lo pseudonimo di  "George Mannering". Nel 1935 recitò come pilota nel film King of the Damned.

## L'attività di spionaggio
Nel 1932 fu invitato a partecipare a "Il Tour degli assi” in Germania cui parteciparono assi di molte nazioni, e incontrò numerosi assi tedeschi, tra cui il maggiore Eduard Ritter von Schleich di cui divenne amico, e fu presentato al Cancelliere Adolf Hitler.
Come risultato del meeting, in seguito alle critiche fatte da lui contro il Governo britannico per il trattamento riservato ai veterani, fu segnalato dal Partito Nazional-Socialista come un potenziale simpatizzante. Dopo il suo ritorno in Gran Bretagna fu contattato dai tedeschi e gli fu chiesto di spiare per conto della Germania, cosa he accettò per contattare immediatamente l'MI6 che decise di utilizzarlo come agente doppio fornendo false informazioni ai servizi segreti tedeschi. Questa situazione continuò per quattro anni finché i tedeschi smisero di avvalersi delle sue comunicazioni.

## La seconda guerra mondiale
Con la mobilitazione generale del 1939 si unì alla Royal Naval Reserve e fu assegnato alla Ford Motor Company come ufficiale addetto agli armamenti prima di andare a Trinidad. Durante la seconda guerra mondiale, nonostante avesse 47 anni, divenne lieutenant commander ricoprendo incarichi in Scozia e nella Costa d'Oro nel 1943, prima di assumere il comando del No.777 Squadron a Freetown, svolgendo compiti antisommergibile volando sui Supermarine Walrus, Boulton Paul Defiant e Fairey Swordfish.
Dopo la fine del conflitto riprese il mestiere di attore, ma ancora una volta protestò  contro il governo per il trattamento che ricevevano i veterani, e nel 1953 volò nuovamente sotto 15 dei 18 ponti del Tamigi a bordo dell'Auster (matricola G-AGYD) al fine di cercare attenzione e sollecitare le offerte di lavoro. Fu arrestato con l'accusa di aver volato troppo basso in un'area urbana, girando anche attorno ad una nave,  e pagò 10 ghinee di multa per i costi del processo. Fu il suo ultimo volo, anche se la licenza gli fu ritirata nel 1964, quando risultava aver volato per 17 000 ore su 76 tipi diversi di velivoli.
Le sue memorie, intitolate The Mad Major  furono pubblicate da Aero Publishers nel 1962.
Si spense a Camden, un sobborgo di Londra il 16 gennaio 1979.

## Pubblicazioni
- The Mad Major, Air Review Ltd., Letchworth, 1962.

### Annotazioni
1. ↑  Tutti questi ufficiali divennero poi Air Marshal.
2. ↑  Tra di essi anche l'asso Robert A. Little.
3. ↑  Si rivelò uno stuntman bravissimo dato che gli archi dei ponti si trovavano a soli 50 piedi di quota.

### Fonti
1. 1 2 3 4 5 6 7 8 9 10 11 12  Shores, Franks, Guest 1996, p. 143.
2. 1 2 3 4 5 6  Aerodrome.
3. ↑  Lewis 1962, pp. 274-292.
4. ↑   Aviators Certificates, in Flight, V, n. 251, 18 ottobre 1913,  p. 1139. URL consultato il 23 luglio 2018.
5. 1 2 3 4 5 6 7 8 9 10 11 12 13 14 15  Yorkshire Aicraft.
6. ↑  (EN) The London Gazette (PDF), n. 28829, 8 maggio 1914.
7. ↑  (EN) The London Gazette (PDF), n. 28845, 30 giugno 1914.
8. ↑  (EN) The London Gazette (PDF), n. 29214, 2 luglio 1915.
9. ↑  (EN) Norman Franks, Nieuport Aces of WW1, Botley, Osprey Publishing Company, 2000, ISBN 978-1-85532-961-4.
10. ↑  (EN) The London Gazette (PDF), n. 30451, 28 dicembre 1917.
11. ↑  Lewis 1968, p. 74.
12. 1 2 3  Den Ouden.
13. ↑  Lewis 1968, p. 73.
14. 1 2 3  Alfred R. Johnson 1979, p. 318.
15. ↑  (EN) The London Gazette (PDF), n. 30654, 23 aprile 1918.
16. ↑  (EN) The London Gazette (PDF), n. 31519, 22 agosto 1919.
17. ↑  (EN) The London Gazette (PDF), n. 32078, 8 ottobre 1920.
18. ↑   The RAF Aerial Pageant, in Flight, XIII, n. 654, 7 luglio 1921,  p. 451. URL consultato il 27 luglio 2018.
19. ↑  (EN) The London Gazette (PDF), n. 32490, 18 ottobre 1921.
20. ↑  Popular Aviation n.4, october 1932, p. 228.
21. ↑  Flight international n.2312, 15 May 1953, p. 597.
22. ↑   Mad Major' Escapes With Fine, in The Hindu, 15 luglio 1953. URL consultato il 23 novembre 2014 (archiviato dall'url originale il 23 novembre 2014).
23. 1 2  (EN) GREAT BRITAIN: The Mad Major, in TIME, 18 maggio 1953. URL consultato il 23 novembre 2014.
24. ↑  Major Draper - £10 Cost, in Flight International n.2312,  17 july 1953, p.73
25. ↑  (EN) Hopping 'Mad Major', in The Aerodrome, 2014. URL consultato il 23 luglio 2018.